# Morangis (Essonne)
Morangis  [moʁɑ̃ʒis] je francouzská obec v departementu Essonne v regionu Île-de-France.

## Poloha
Obec Morangis se nachází asi 16 km jižně od Paříže. Obklopují ji obce Wissous na severu, Paray-Vieille-Poste na severovýchodě a na východě, Savigny-sur-Orge na jihovýchodě a na jihu, Longjumeau na jihozápadě a Chilly-Mazarin na západě a severozápadě.

## Vývoj počtu obyvatel
Počet obyvatel

## Partnerská města
- Chard (Spojené království)
- Lézardrieux (Francie)
- Pechão (Portugalsko)
- Plaidt (Německo)